# 1786 Raahe
1786 Raahe è un asteroide della fascia principale. Scoperto nel 1948, presenta un'orbita caratterizzata da un semiasse maggiore pari a 3,0209960 UA e da un'eccentricità di 0,1085548, inclinata di 10,44768° rispetto all'eclittica.
L'asteroide è dedicato alla città finlandese di Raahe.